# Monumento al partigiano
Il Monumento al partigiano, dedicato alla lotta partigiana, è situato a Parma in piazzale della Pace. È opera dello scultore Marino Mazzacurati e dell'architetto Guglielmo Lusignoli.
Il monumento rappresenta un partigiano, armato di mitra Sten, su una grande roccia di pietra di Sarnico; ai suoi piedi c'è un altro partigiano morto addossato ad un muro.

## Storia
La proposta per la costruzione a Parma di un monumento dedicato alla lotta contro il nazifascismo fu avanzata dalle associazioni partigiane nell'aprile 1951. Il comitato promotore era presieduto da Piero Campanini (ultimo presidente del CLN provinciale), e vi aderirono le massime autorità della Repubblica: il capo dello stato Luigi Einaudi, il presidente del Senato Enrico De Nicola, il presidente della Camera Giovanni Gronchi e il presidente del Consiglio dei ministri Alcide De Gasperi.
Tra gli animatori del progetto vi erano il sindaco di Parma Giacomo Ferrari (ex partigiano con il nome di battaglia “Arta”, comandante unico delle formazioni partigiane parmensi) e il presidente dell'amministrazione provinciale Primo Savani, anch'egli ex partigiano e dirigente della lotta di liberazione.
Per finanziare l'opera venne indetta una sottoscrizione popolare tra la cittadinanza e i comuni della provincia. Il luogo per la costruzione del monumento fu individuato fin dall'inizio nell'area antistante il palazzo della Pilotta (allora piazza Marconi), dove prima sorgeva una statua al re Vittorio Emanuele II (distrutta nella notte del 5 luglio 1946 con una carica di tritolo). Venne indetto un concorso per la realizzazione dell'opera, e in luglio del 1954 una giuria composta da intellettuali, artisti e amministratori pubblici scelse all'unanimità il progetto di Mazzacurati e Lusignoli.
Il monumento fu inaugurato il 30 giugno 1956 con una grande cerimonia alla quale parteciparono il presidente della Repubblica Giovanni Gronchi ed altre autorità dello stato, le istituzioni comunali e provinciali, reparti delle forze armate schierati, i gonfaloni dei comuni decorati per la Resistenza e decine di migliaia di persone.
Nel 1961 è stata vittima di un attentato e la statua del partigiano a terra, restaurata, è stata deposta nel locale cimitero della Villetta, al suo posto è stata messa una copia.
Nel 1966 l'opera vinse il premio nazionale di scultura dell'Accademia di San Luca.